# Pałac w Mosznej
Pałac w Mosznej (niem. Schloss Moschen) – zabytkowa rezydencja we wsi Moszna, w województwie opolskim, pomiędzy miastami Prudnik i Krapkowice, na ziemi prudnickiej.  
W latach 1866–1945 pałac był rezydencją śląskiego rodu Tiele-Wincklerów, potentatów przemysłowych. W latach 1996–2013 Centrum Terapii Nerwic. Pałac jest częściowo udostępniony do zwiedzania.
W galerii odbywają się koncerty muzyki kameralnej oraz wystawy dzieł sztuki. W obiekcie odbywa się doroczne Muzyczne Święto Kwitnących Azalii – w maju i czerwcu jest tu popularyzowana muzyka polskich i europejskich kompozytorów, w czasie święta galeria prezentuje wystawy plastyczne, odbywają się tu również plenery malarskie.

## Historia
Badania archeologiczne wykazały istnienie w miejscu obecnego pałacu śladów średniowiecznej, drewnianej budowli. W ogrodzie pałacowym odkryto na początku XX wieku fragmenty piwnic, które H. Barthel w 1929 roku utożsamił, raczej bezzasadnie, z zamkiem templariuszy, miał on łączyć się podziemiami z zamkiem w Chrzelicach.
Brak informacji o istnieniu pałacu przed 1845. Na podstawie analizy przypałacowego parku uznano, że już w XVIII istniało tu założenie pałacowo-ogrodowe, choć sam budynek mógł być wówczas skromnym dworem. Barokowy pałac w Mosznej był po raz pierwszy wzmiankowany w pracy Johanna Georga Knie z 1845. W tym czasie właścicielami Mosznej była rodzina Seherr-Thoss. W 1853 majątek kupił Heinrich von Erdmansdorf, a w 1866 przemysłowiec Hubert von Tiele-Winckler. Moszna stała się główną rezydencją rodziny Tiele-Wincklerów. Po śmierci Huberta, majątek w Mosznej odziedziczył jego najstarszy syn – Franz Hubert, starosta powiatu prudnickiego. Na mapie okolic Prudnika z drugiej połowy XIX wieku zaznaczony jest budynek na planie prostokąta z silnie wysuniętymi ryzalitami środkowymi, usytuowany prostopadle do osi parkowej.
W nocy z 2 na 3 czerwca 1896 z nieokreślonych przyczyn w Mosznej wybuchł pożar. Barokowy pałac wówczas częściowo spłonął. Franz Hubert przystąpił do odbudowy pałacu. Budowa obecnego obiektu zrealizowana została w dwóch fazach. Pierwsza, przypadająca na lata 1896–1900, obejmowała odbudowę spalonej części środkowej oraz dobudowę masywu skrzydła wschodniego w stylu neogotyckim. Faza druga, czyli lata 1913–1914, to dobudowa skrzydła zachodniego w stylu neorenesansowym.

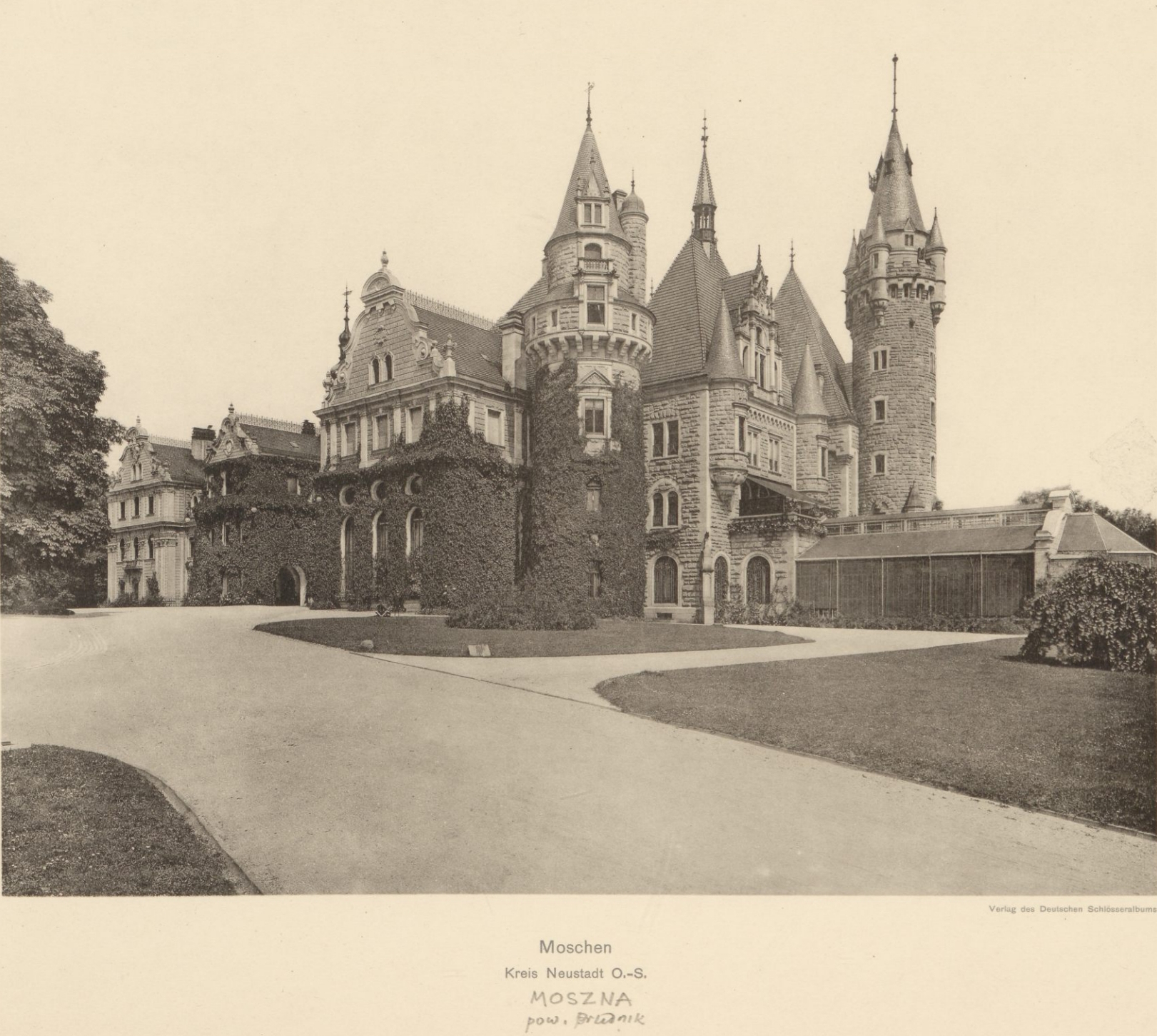
Pałac w Mosznej (1909)

Początkowo członkowie rodu Tiele-Wincklerów mieli być chowani w krypcie pod pałacową kaplicą. Z uwagi na to, że panowała tam zbyt duża wilgoć, podjęto decyzję o przeniesieniu miejsca rodowych pochówków na mieszczący się w pałacowym parku cmentarz. Jest on udostępniony zwiedzającym. W 1904, 1911 oraz 1912 roku gościem podczas polowań urządzanych przez Franza Huberta von Tiele-Wienckler był cesarz Wilhelm II.
Podczas II wojny światowej dostosowano niektóre pomieszczania pałacu dla potrzeb filii lazaretu w Prudniku. Pałac nie ucierpiał w wyniku działań wojennych. W 1945 w pałacu kwaterowały oddziały armii radzieckiej. W tym okresie dewastacji uległa większa część wyposażenia pałacowego oraz wywieziono większość przechowywanych tam dzieł sztuki, głównie obrazów i rzeźb. Inspektor oświaty powiatu prudnickiego Stanisław Nabzdyk z profesorem Czaplickim zabezpieczali pozostałe księgozbiory i urządzenia pałacu w Mosznej, przekazując cały ocalały majątek w opiekę jednego z byłych pracowników dworskich. Dwa tygodnie później, podczas ich kolejnej wizyty w pałacu, stwierdzili, że „księgozbiór został przekopany, zabrano niektóre obrazy, figury, meble”. Według dozorcy, do Mosznej mieli przyjechać „żołnierze różnych stopni wojskowych”, którzy następnie wywieźli z pałacu cenniejsze rzeczy. Władze państwowe stwierdziły, że żadna jednostka wojskowa nie wysyłała samochodów do Mosznej.
Po wojnie umieszczano w pałacu na krótko różne instytucje, dopiero w 1972 roku stał się siedzibą sanatorium, a od 1996 roku Samodzielnego Publicznego Zakładu Opieki Zdrowotnej Centrum Terapii Nerwic. W 1948 roku na części gruntów dawnego majątku powstała Państwowa Stadnina Koni. Od 2013 funkcjonuje jako spółka z ograniczoną odpowiedzialnością, która została utworzona na mocy uchwały Sejmiku Województwa Opolskiego z 25 czerwca 2013. Od 2013 w pałacu funkcjonuje hotel i restauracja. Szpital został przeniesiony do budynku nieopodal. W ferie zimowe oraz wakacje letnie w pałacu odbywają się tematyczne kolonie letnie dla dzieci i młodzieży.  
W latach 2021–2022 przy elewacji pałacu zrealizowano prace renowacyjne. Remont przeprowadzony został przez Województwo Opolskie w ramach unijnych funduszy z polsko-czeskiego programu Interreg V-A.

## Odniesienie w kulturze
W 1978 na terenie pałacu kręcono film Test pilota Pirxa, w 1985 roku Lubię nietoperze, w 1990 roku Piggate, w 2009 roku Zamiana i Zemsta dr La Morte, w 2011 roku Daas, w 2018 Brigitte Bardot cudowna, w 2023 Konopacka. Walka o złoto i W szachu. Ostatnia rozgrywka. W 2025 roku ukazała się powieść "Zamek. Skrzydło anioła" Pawła Brola, której pałac stanowi główne tło do rozgrywających się wydarzeń.

## Architektura
Pałac posiada 365 pomieszczeń i 99 wież i wieżyczek. Powierzchnia wynosi 8 tys. m², a kubatura – 65 tys. m³. W szczycie  południowej elewacji pałacu znajduje się herb hrabiowski Franza Huberta von Thiele-Winckler, który  odbudował go po pożarze w 1896.

## Park
Obiekt otacza ponad stuhektarowy park, który jest częścią parku krajobrazowego z cennym drzewostanem (m.in. trzystuletnie okazy dębów) i rzadkimi skupiskami rododendronów. Jedynie oś główna całego konceptu parku ma geometryczny charakter. Tuż za fontanną jest  aleja lipowa, na końcu której znajduje się cmentarz rodzinny von Tiele-Winckler z grobami:
- Huberta von Tiele-Wincklera (1823-1893), marmurowy cokół, i jego dwóch żon:
  - Waleskiej von Winckler (1829-1880)
  - Rosy von der Schullenberg (1847-1930)[34]
    - Franza Huberta von Tiele-Wincklera (1857-1922), syna Huberta
      - Clausa-Huberta von Tiele-Wincklera (1892-1938), syna Franza Huberta
      - Petera von Tiele-Wincklera (1894-1894)[35], syna Franza Huberta
      - Jelki von Kanitz z domu von Tiele-Winckler (1887-1922), córki Franza Huberta, żony Konrada von Kanitz[36]
        - Huberty von Kanitz (1910-1924), córki Jelki[37][38][39].

- Julianny King, pałacowej guwernantki, ekshumowanej w latach 60. XX w. z parkowej Wyspy Wielkanocnej[40]

Po obu stronach alei lipowej zachowały się XIX-wieczne kanały wodne, zbudowane w stylu holenderskim i francuskim oraz malownicze stawy.

## Upamiętnienie
23 maja 2022 roku Narodowy Bank Polski wyemitował w nakładzie do 1 mln sztuk monetę okolicznościową o nominale 5 złotych z serii „Odkryj Polskę” – Zamek w Mosznej.

## Galeria

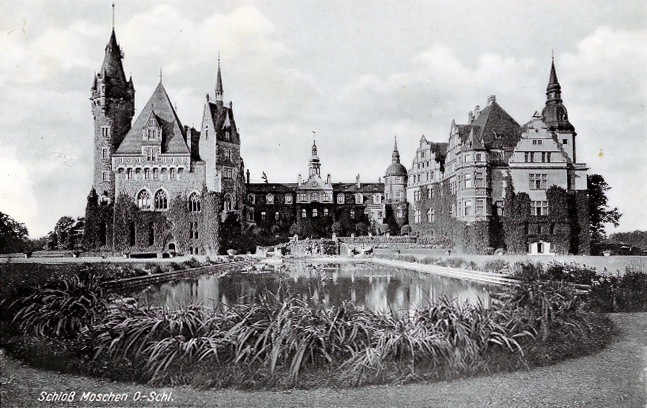
Pałac na starej pocztówce
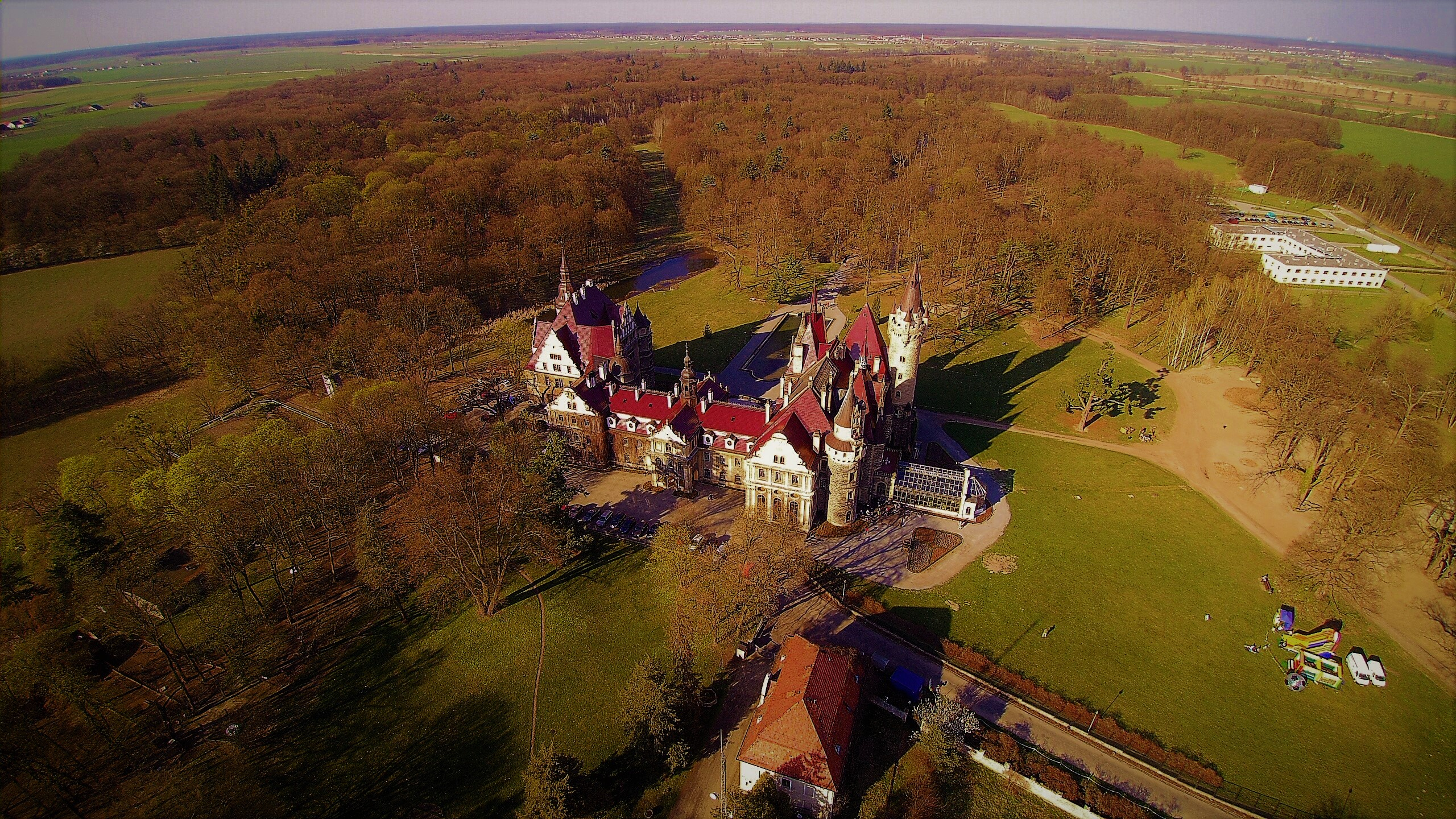
Pałac w Mosznej z lotu ptaka
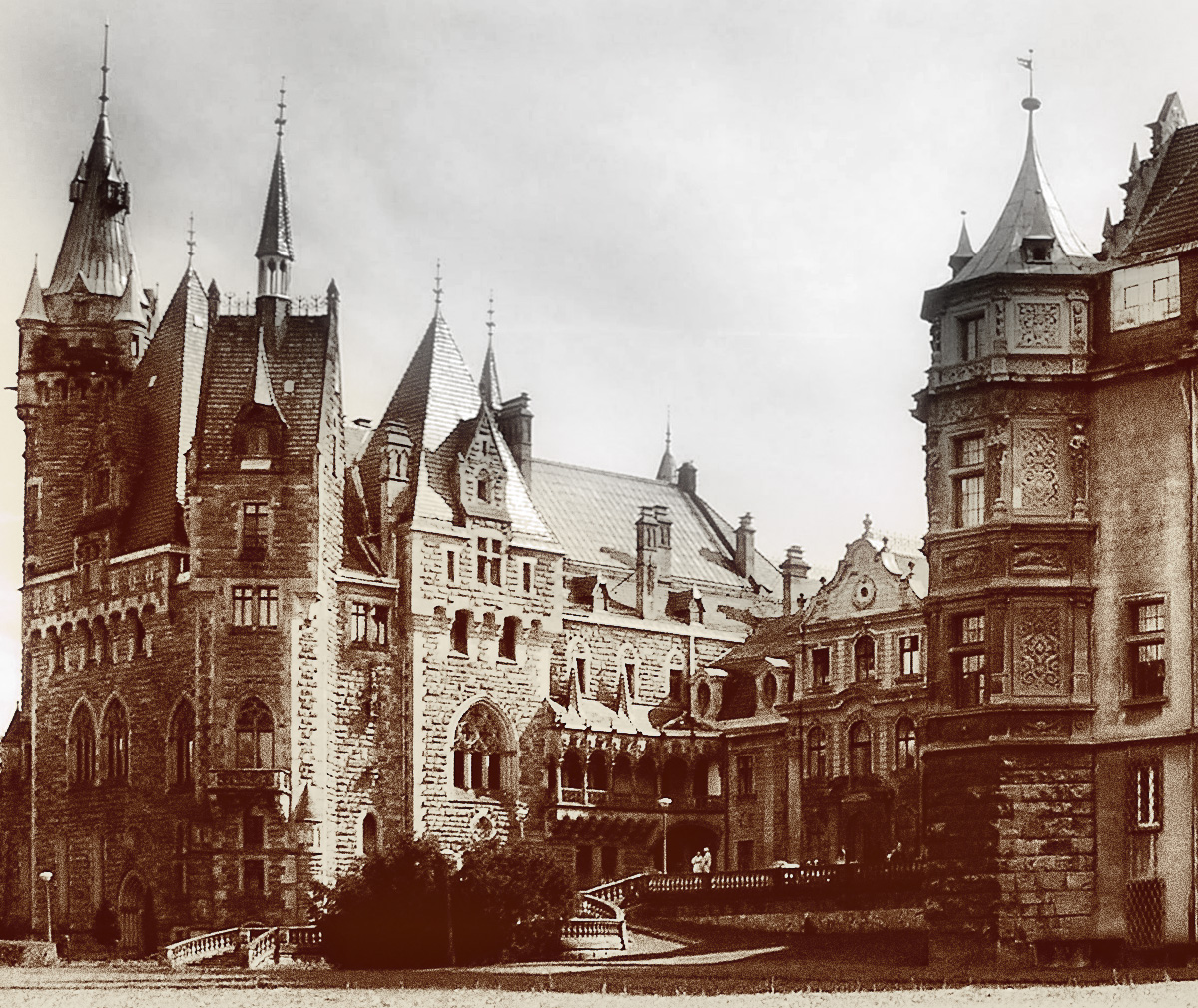
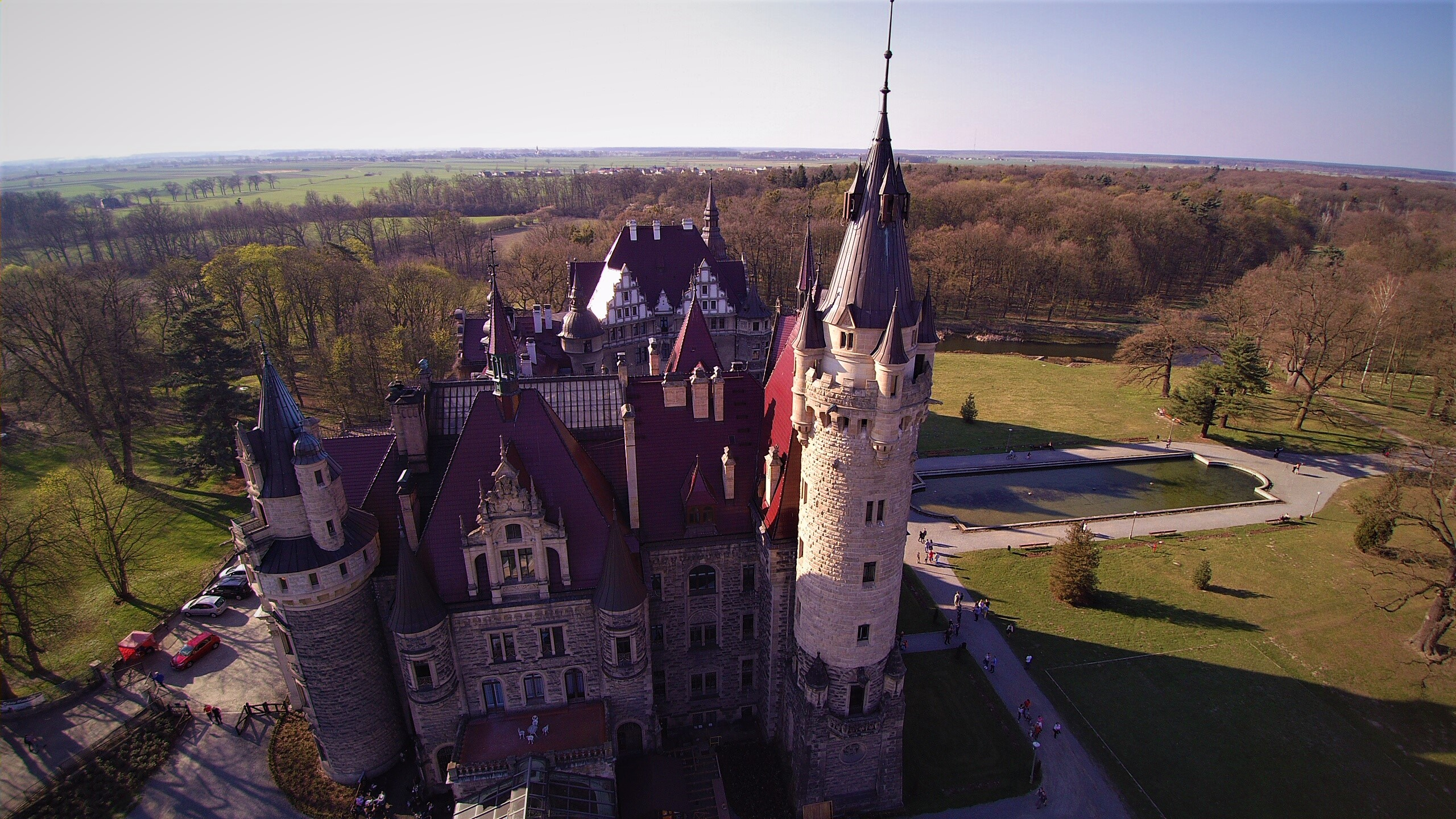
Pałac w Mosznej
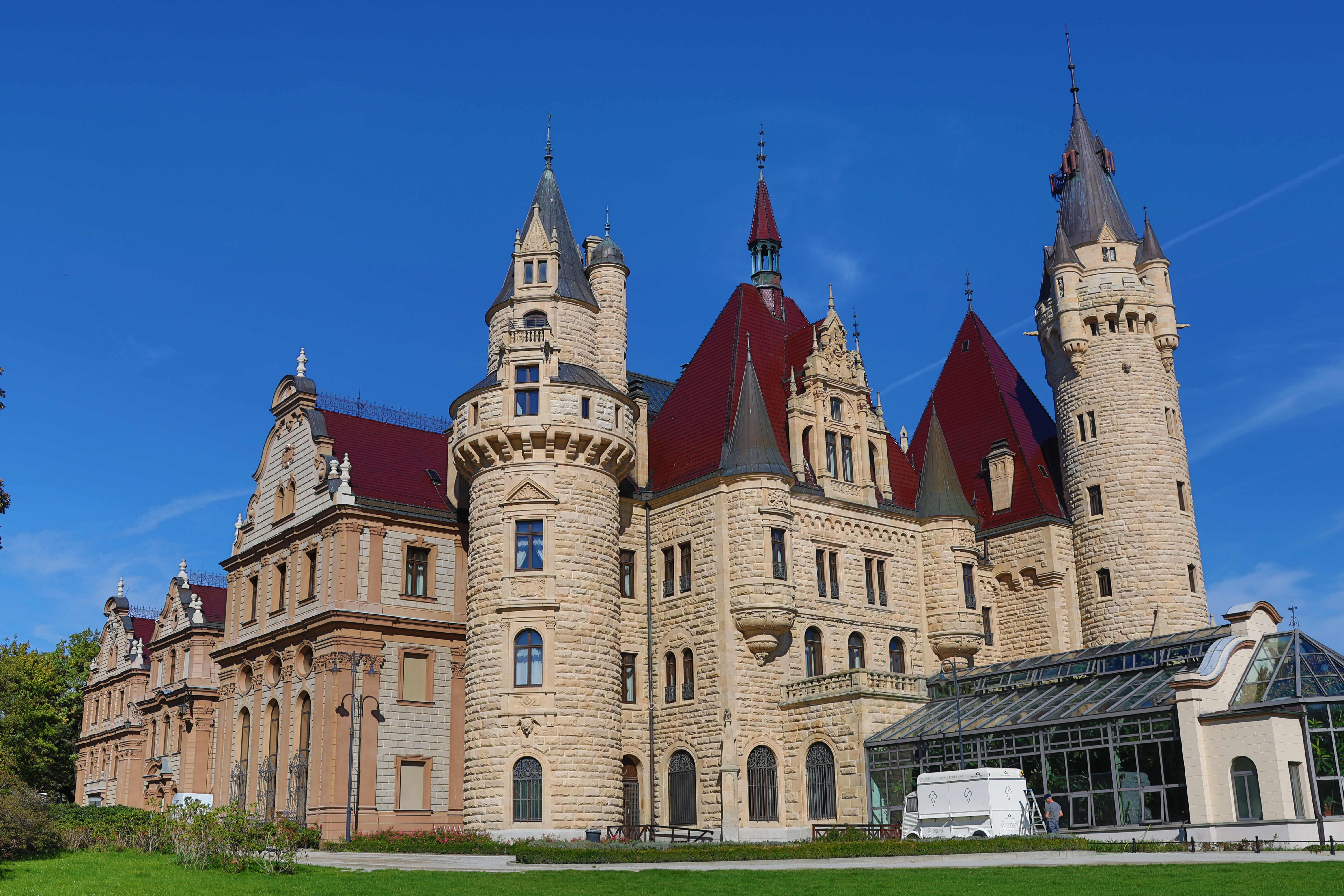
Wschodnie skrzydło i oranżeria
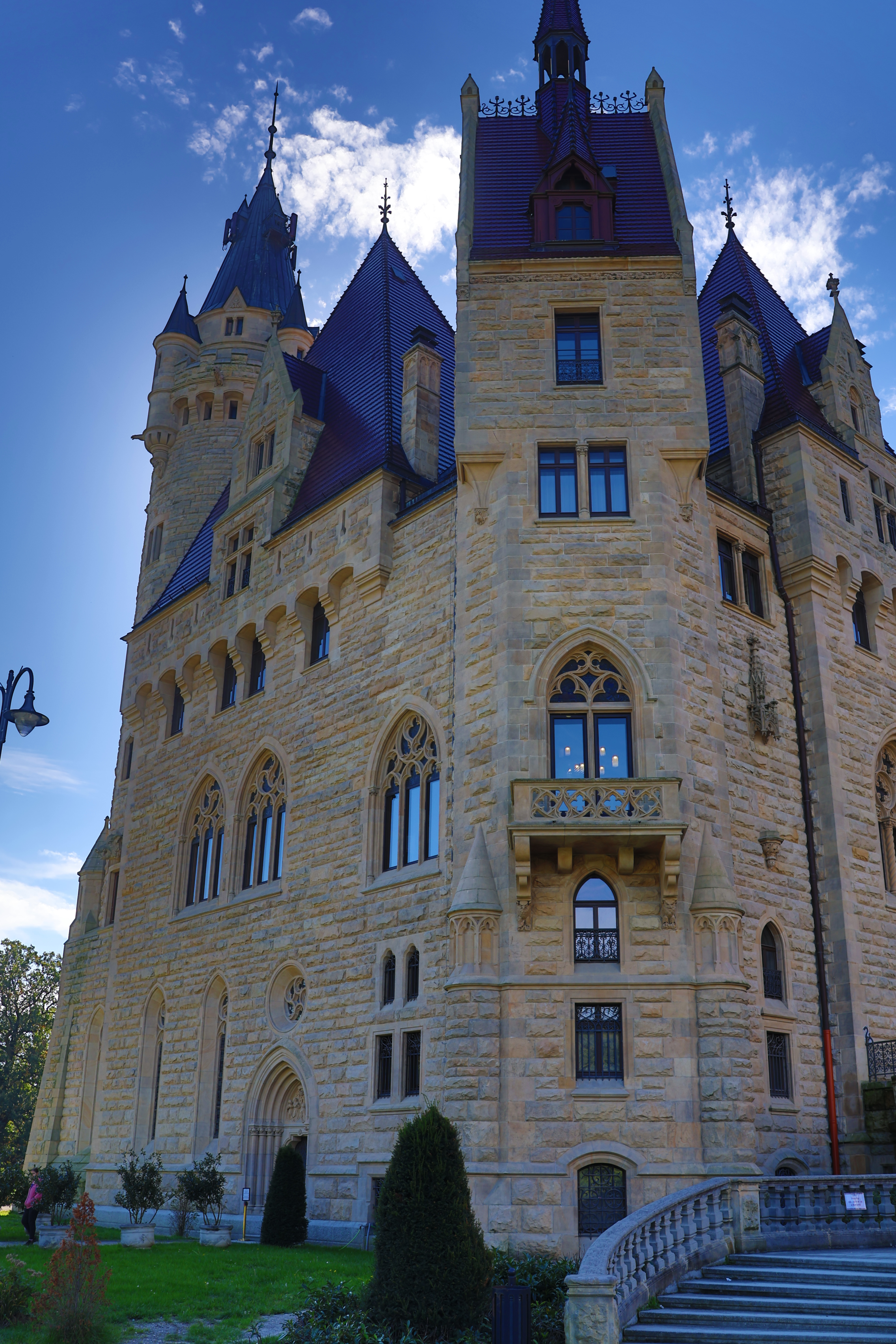
Elewacja ogrodowa
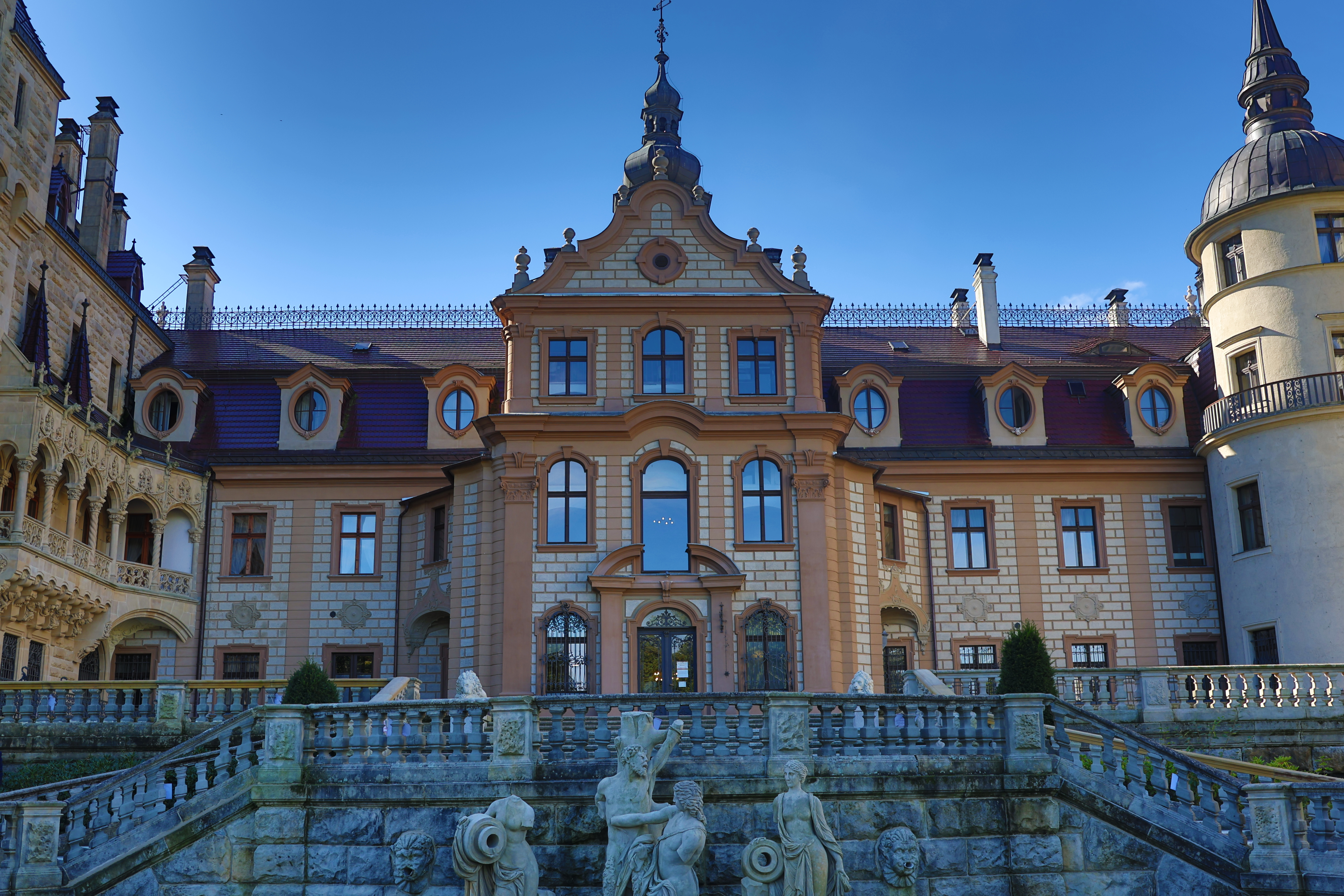
Część środkowa w stylu neobarokowym
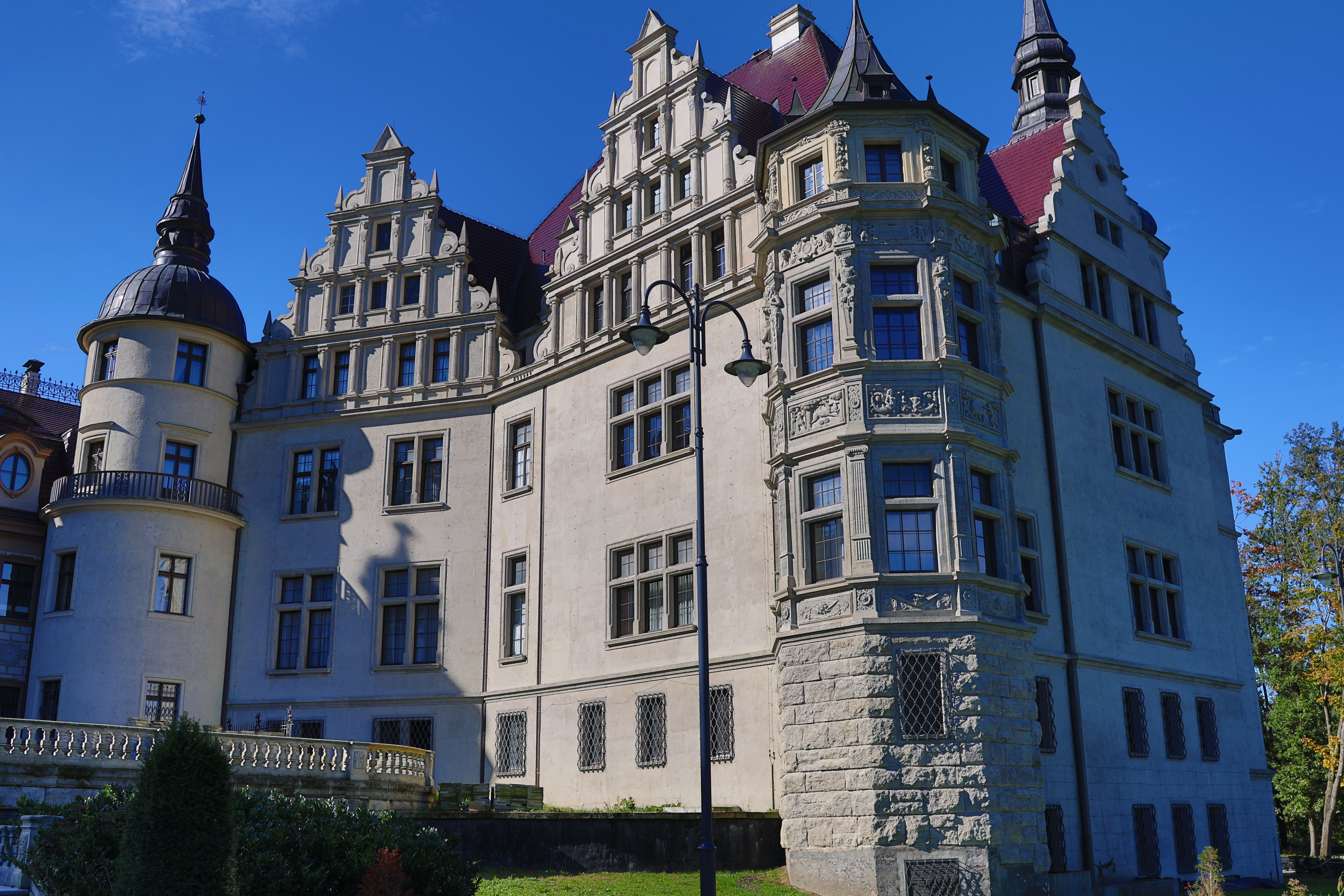
Zachodnie skrzydło
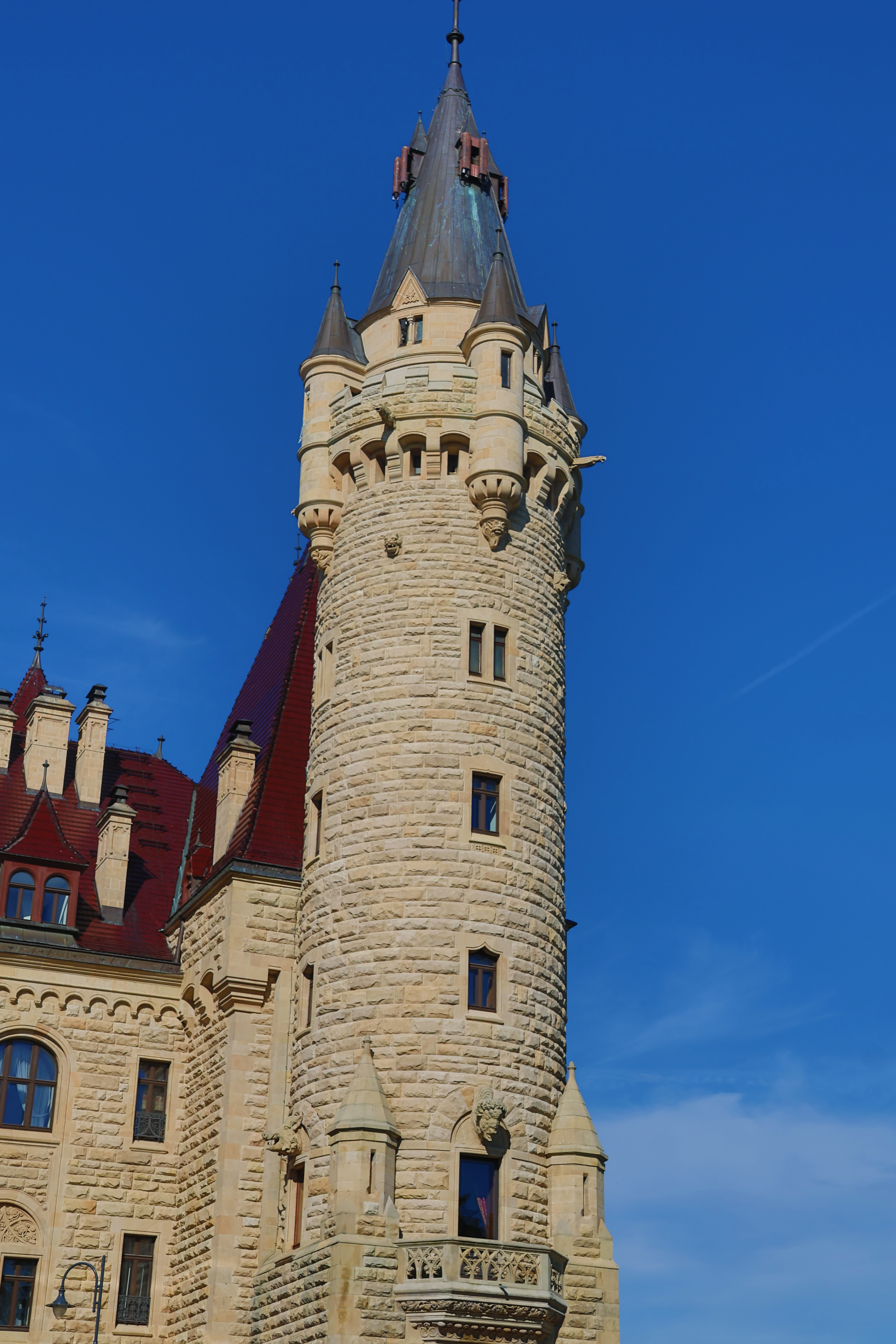
Wieża pałacu
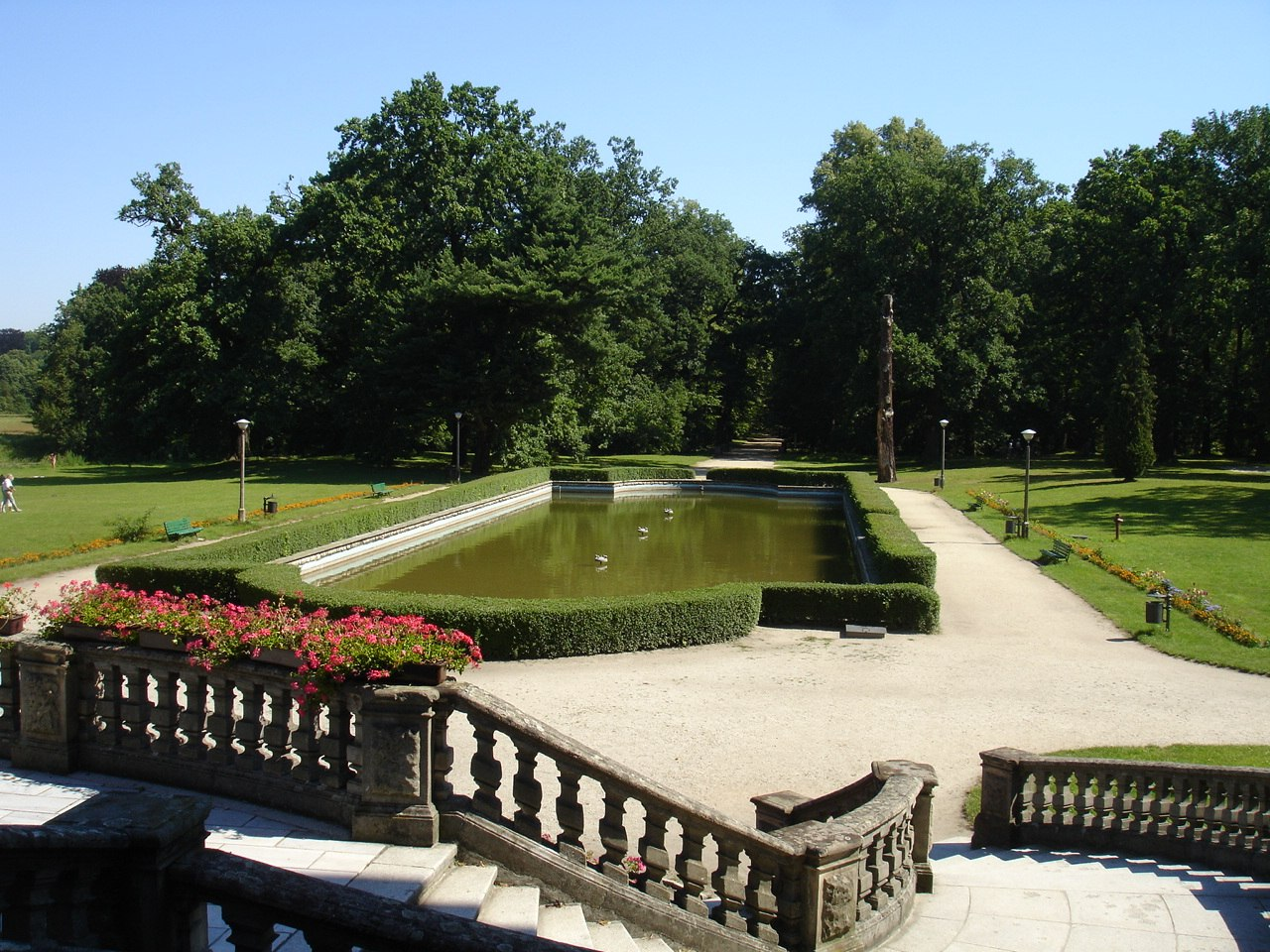
Park od strony pałacowego tarasu
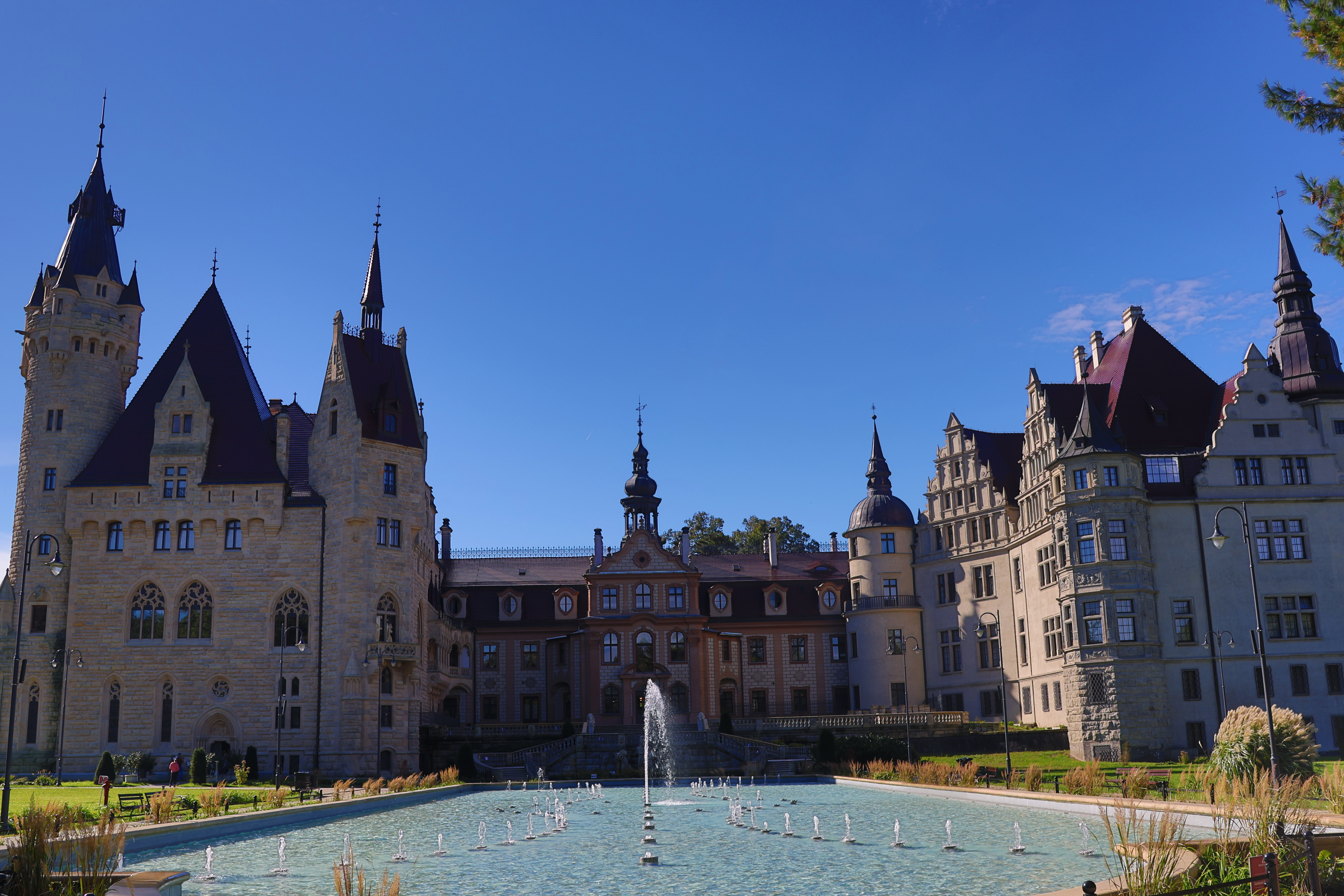
Widok na cały zamek zza fontanny
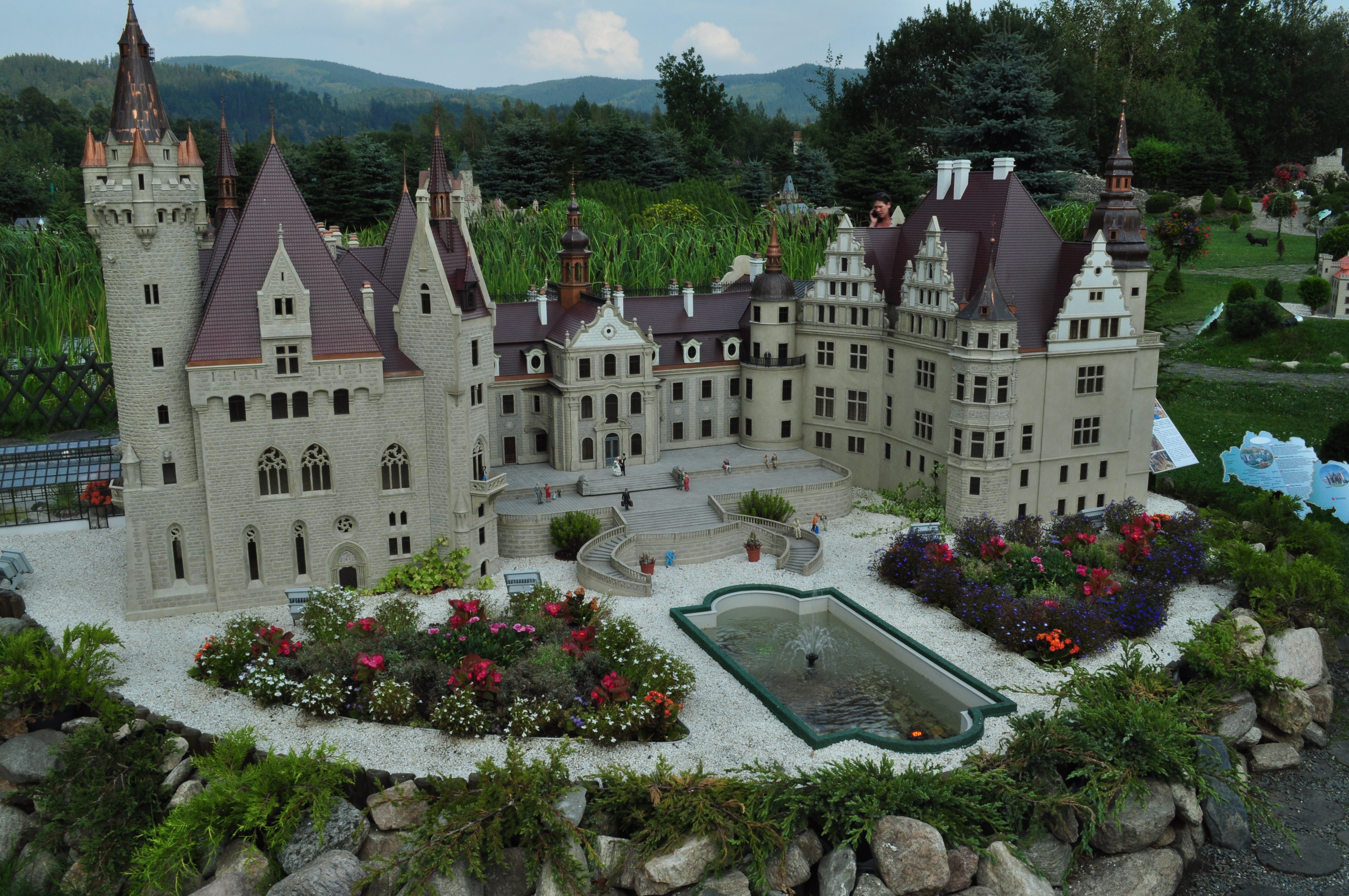
Miniatura pałacu w Kowarach